# Sé (psicologia analitica)

Il punto centrale rappresenta l'Io, mentre il Sé si può dire che consiste nel tutto con il punto centrato.

Il Sé nella psicologia junghiana è un concetto dinamico che ha subito numerose modifiche da quando è stato concepito per la prima volta come uno degli archetipi junghiani.
Storicamente, il Sé, secondo Carl Jung, significa l'unificazione della coscienza e dell'incoscienza in una persona e rappresenta la psiche nel suo insieme. È realizzato come il prodotto dell'individuazione, che a suo avviso è il processo di integrazione dei vari aspetti della propria personalità. Per Jung, il Sé è un tutto che comprende e funge da contenitore. Potrebbe essere simboleggiato da un cerchio, un quadrato o un mandala.

## Due ipotesi
L'idea che ci siano due centri della personalità distingue la psicologia junghiana. L'ego è visto come il centro della coscienza, mentre il Sé è definito come il centro della personalità totale, che include la coscienza, l'inconscio e l'ego; il Sé è sia il tutto che il centro. Mentre l'ego è un centro autonomo del cerchio contenuto nel tutto, il Sé può essere inteso come il cerchio più grande.

## Emersione del Sé
Jung riteneva che dalla nascita ogni individuo avesse un senso originale di totalità - del Sé - ma che con lo sviluppo una coscienza dell'ego separata, si cristallizzi dal sentimento originale di unità. Questo processo di differenziazione dell'ego fornisce il compito della prima metà del proprio corso di vita, sebbene gli junghiani vedessero anche la salute psichica come dipendente da un periodico ritorno al senso del Sé, qualcosa di facilitato dall'uso di miti, cerimonie di iniziazione e riti di passaggio.

## Ritorno al Sé: l'individuazione
Una volta che la differenziazione dell'Io è stata raggiunta più o meno con successo e l'individuo è in qualche modo ancorato al mondo esterno, Jung riteneva che fosse sorto un nuovo compito per la seconda metà della vita: un ritorno e una riscoperta cosciente del Sé: l'individuazione. Marie-Louise von Franz afferma che "Gli effettivi processi di individuazione - il consapevole venire a patti con il proprio centro interiore (nucleo psichico) o Sé - iniziano generalmente con una ferita della personalità". L'ego raggiunge un'impasse di un tipo o dell'altro; e deve rivolgersi per chiedere aiuto a quella che ha definito come "una sorta di tendenza nascosta di regolazione o di direzione ... [un] centro organizzativo" nella personalità: "Jung ha chiamato questo centro il 'Sé' e lo ha descritto come la totalità del tutto psichico, per distinguerla dall'io, che costituisce solo una piccola parte della psiche ".
Sotto la guida del Sé, emerge una successione di immagini archetipiche, avvicinando gradualmente i loro aspetti frammentari del Sé sempre più vicini alla sua totalità. La prima ad apparire, e la più vicina all'io, sarebbe l'ombra o l'inconscio personale, qualcosa che è allo stesso tempo la prima rappresentazione della personalità totale e che può effettivamente essere a volte fusa con il Sé. I prossimi ad apparire sarebbero l'Anima e l'Animus, l'immagine dell'anima, che può essere considerata come il simbolo dell'intero Sé. Idealmente, tuttavia, l'animus o anima entrano in gioco in un ruolo di mediazione tra l'ego e il sé. Il terzo archetipo principale che emerge è la figura del Mana del vecchio saggio/donna - un rappresentante dell'inconscio collettivo simile al Sé.
Dopo viene l'archetipo del Sé medesimo - l'ultimo punto sulla via dell'autorealizzazione dell'individuazione. Nelle parole di Jung, "il Sé... abbraccia la coscienza dell'ego, l'ombra, l'anima e l'inconscio collettivo in un'estensione indeterminabile. In quanto totalità, il sé è una coincidentia oppositorum ; è quindi luminoso e scuro e tuttavia nessuno dei due ". In alternativa, ha affermato che "il Sé è l'uomo totale e senza tempo... che rappresenta la mutua integrazione tra conscio e inconscio". Jung ha riconosciuto molte immagini dei sogni come rappresentanti del sé, tra cui una pietra, l'albero del mondo, un elefante e il Cristo.

## Pericoli del sé
Von Franz riteneva che "il lato oscuro del Sé è la cosa più pericolosa di tutte, proprio perché il Sé è il potere più grande della psiche. Può far sì che le persone "cambiano" in modo megalomanico o cadano in altre fantasie deliranti", in modo che il soggetto "pensi con crescente eccitazione" di aver afferrato i grandi enigmi cosmici. Rischia quindi di perdere ogni contatto con la realtà umana.
Nella vita di tutti i giorni, degli aspetti del Sé possono essere proiettati su figure o concetti esterni come lo stato, Dio, l'universo o il destino. Quando tali proiezioni vengono ritirate, può esserci un'inflazione distruttiva della personalità - un potenziale controbilanciamento, essendo tuttavia gli aspetti sociali o collettivi del Sé.

## Evoluzione del concetto junghiano del Sé
Young-Eisendrath e Hall scrivono che "nel lavoro di Jung, il sé può riferirsi alla nozione di individualità soggettiva intrinseca, all'idea di un centro astratto o principio di ordinamento centrale e alla descrizione di un processo che si sviluppa nel tempo".
Nel 1947 Michael Fordham propose una teoria distinta del sé primario per descrivere lo stato della psiche dei neonati, caratterizzato dall'omeostasi, o "stato stazionario" nelle sue parole, dove il sé e l'altro (di solito la madre) sono indifferenziati. Afferma che non c'è distinzione tra il mondo interno ed esterno, e non ci sono ancora componenti differenti nel mondo interno. Fordham ha tratto la sua ipotesi in parte dal concetto junghiano dell'archetipo del sé e dall'idea psicoanalitica degli "oggetti" interni. Il sé primario, inteso come totalità originaria di ogni persona, con le sue tendenze 'archetipiche' a sviluppare aspetti, quali linguaggio, complessi ecc., Entra in relazione con il mondo esterno attraverso un continuo processo duale di de-integrazione e re-integrazione, un processo che si dice sia caratteristico della prima metà della vita.
Redfearn, per esempio, che ha anche sintetizzato la classica teoria archetipica con una visione evolutiva basata su anni di osservazione clinica, vede il sé come probabilmente costituito da una serie di sub-personalità nel corso della vita.
Secondo Peter Fonagy le connessioni tra "post-freudiani" e "post-junghiani" sono state ulteriormente rafforzate dopo l'avvento delle neuroscienze contemporanee in questo contesto, come sottolineato nella sua prefazione all'aggiornamento di Jean Knox sulla "formazione di modelli di lavoro interni", che descrive come una pietra miliare.

### Obiezione
Fritz Perls ha obiettato che “a molti psicologi piace scrivere il sé con la S maiuscola, come se il sé fosse qualcosa di prezioso, qualcosa di straordinariamente prezioso. Vanno alla scoperta del sé come uno scavo di tesori. Il sé non significa altro che questa cosa come è definita dall'alterità” .